# 艾利斯槳鰭麗魚
艾利斯槳鰭麗魚，為輻鰭魚綱鱸形目隆頭魚亞目慈鯛科的其中一種，分布於非洲馬拉威湖流域，棲息深度7-30公尺，體長可達11.4公分，棲息在岩石底質水域，生活習性不明。